# Solteirona
Solteirona é um termo pejorativo para fazer referência a uma mulher que já ultrapassou a idade considerada ideal para contrair matrimônio, sendo que a idade núbil média varia em diferentes sociedades. Segundo algumas feministas o termo aplicou-se de forma a estigmatizar mulheres solteiras em maior medida que os homens solteiros, os solteirões, devido ao papel fundamentalmente reprodutor e familiar que as sociedades tradicionais atribuem à mulher..
Sendo assim, o estereótipo de solteirona era de uma pessoa não plenamente realizada é que, portanto, poderia ser motivo de pena ou chacota. Já o conceito de solteirão, é associado a homens que evitam compromissos e aproveitam a vida.

## História do termo
Muito antes da Era Industrial, "a arte e a vocação de ser uma solteirona" denotavam meninas e mulheres que fiavam lã. De acordo com o Dicionário Etimológico Online, a fiação era "comumente feita por mulheres solteiras, daí a palavra ter vindo a denotar" uma mulher solteira em documentos legais de 1600 até o início de 1900, e "em 1719 estava sendo usada genericamente para 'mulher ainda solteira' e além da idade usual para isso'".  Como uma denotação para mulheres solteiras em um contexto legal, o termo remonta a pelo menos 1699, e era comumente usado em proclamas de casamento da Igreja da Inglaterra, onde a futura noiva era descrita como uma "solteirona desta paróquia".  
O Oxford American Dictionary classifica "solteirona" (que significa "...mulher solteira, tipicamente uma mulher mais velha além da idade normal para o casamento") como "depreciativa" e "um bom exemplo da maneira como uma palavra adquire fortes conotações a ponto de não poder mais ser usada em um sentido neutro." 
A origem desse estereótipo está ligada em grande parte ao trabalho do romancista francês Honoré de Balzac, que criou personagens de solteironas em sua obra "A Comédia Humana". Balzac retratava essas mulheres como egoístas, amargas e prejudiciais para a sociedade, reforçando a ideia de que a falta de casamento e maternidade era uma falha moral e social. 
As edições de 1828 e 1913 do Merriam Webster's Dictionary definiram solteirona de duas maneiras: "Uma mulher que fia, ou cuja ocupação é fiar"; "Lei: Uma mulher solteira ou solteira.". 
Por volta de 1800, o termo evoluiu para incluir mulheres que escolheram não se casar. Durante aquele século, solteironas de classe média, assim como suas colegas casadas, levavam os ideais de amor e casamento muito a sério, e a condição de solteirona era de fato uma consequência de sua adesão a esses ideais. Elas permaneceram solteiras não por causa de deficiências individuais, mas porque não encontraram um homem "que pudesse ser tudo para o coração". 
Um editorial do século XIX na publicação de moda Peterson's Magazine encorajou as mulheres a permanecerem exigentes na seleção de um companheiro — mesmo ao preço de nunca se casarem. O editorial, intitulado "Frequentemente é honroso ser uma solteirona", aconselhava as mulheres: "Case-se por um lar! Case-se para escapar do ridículo de ser chamada de solteirona? Como você ousa, então, perverter a instituição mais sagrada do Todo-Poderoso, tornando-se esposa de um homem por quem você não sente emoções de amor, ou mesmo respeito?" 

## Uso atual
O Oxford American English Dictionary define solteirona como "uma mulher solteira, tipicamente uma mulher mais velha além da idade normal para o casamento". Ele acrescenta: "No inglês cotidiano moderno, no entanto, solteirona não pode ser usada para significar simplesmente "mulher solteira"; como tal, é um termo depreciativo, referindo-se ou aludindo a um estereótipo de uma mulher mais velha que é solteira, sem filhos, afetada e reprimida." 
Atualmente, o Merriam-Webster's Dictionary define o sentido de "mulher solteira" do termo de três maneiras: (1) um uso arcaico que significa "uma mulher solteira de família gentil", (2) um significado relacionado a (1) mas não marcado como arcaico: "uma mulher solteira e especialmente uma que já passou da idade comum para se casar" e (3) "uma mulher que parece improvável de se casar". 
O Dictionary.com descreve o sentido de "mulher ainda solteira além da idade normal para se casar" do termo como "Depreciativo e Ofensivo". Uma nota de uso continua dizendo que esse sentido "é ... percebido como insultuoso. Implica qualidades negativas, como ser exigente ou indesejável". Também está incluído um sentido da palavra usada especificamente em um contexto legal: "uma mulher que nunca se casou". 
O Wordreference.com descreve o sentido de "mulher ainda solteira" de solteirona como "datada" (velha). 
A idade é uma parte crucial da definição, de acordo com a explicação de Robin Lakoff em Language and Woman's Place: "Se alguém é uma solteirona, por implicação ela não é elegível [para se casar]; ela teve sua chance e foi preterida. Portanto, uma garota de vinte anos não pode ser chamada adequadamente de solteirona: ela ainda tem uma chance de se casar". No entanto, outras fontes sobre termos que descrevem uma mulher nunca casada indicam que o termo se aplica a uma mulher assim que ela atinge a maioridade legal ou a maioridade (ver solteira, solteira). 
O título "solteirona" foi adotado por feministas como Sheila Jeffreys, cujo livro The Spinster and Her Enemies (1985) define solteironas simplesmente como mulheres que escolheram rejeitar relacionamentos sexuais com homens. Em seu livro de 2015, Spinster, Making a Life of One's Own, Kate Bolick escreveu: "Para mim, a solteirona é autossuficiente e inescrutável. Achamos que sabemos o que a esposa está fazendo e o que a mãe está fazendo, mas a mulher solteira é misteriosa. Eu gosto desse mistério. Então o termo é uma maneira útil de manter a ideia de autonomia que pode se perder tão facilmente dentro do casamento ou da maternidade". 

## A mulher e o casamento
O primeiro questionamento que devemos nos fazer é: porque estaríamos todos obrigados ao casamento? Esse é o ponto partida para o debate sobre valores relacionados ao estar solteiro e ao desejo de casar-se. O fato é que não existe essa obrigação, nem do ponto de vista legal, nem do ponto de vista moral. É um processo de construção social.  
A sociedade tende a privilegiar aqueles que estão de acordo com os valores socialmente reproduzidos, ou seja, casar e ter filhos seria considerado correto, levando, assim, o processo de reprodução social adiante. Não ter filhos ou recusar-se a casar seria algo como pôr fim a linhagem familiar. Querendo ou não, são valores internalizados pelas pessoas e que acabam redundando em julgamento e estereótipos.  
As mulheres podem não ter se casado por uma variedade (e/ou combinação) de razões, incluindo inclinação pessoal, escassez de homens elegíveis (cujos números podem diminuir drasticamente durante conflitos de guerra) e condições socioeconômicas (isto é, a disponibilidade de meios de subsistência para as mulheres). A escritora e solteirona Louisa May Alcott escreveu que "a liberdade é um marido melhor do que o amor para muitas de nós". Questões de status social também podem surgir quando é inaceitável que uma mulher se case abaixo de sua posição social, mas seus pais não têm fundos para sustentar um casamento dentro de sua posição social  
No início do século XIX, particularmente na Inglaterra, as mulheres caíam sob disfarce, afirmando que todas as propriedades e contratos em seu nome seriam cedidos a seus maridos. Isso era particularmente comum em mulheres que possuíam negócios. A Primeira Guerra Mundial (1914–1918) impediu muitas mulheres de uma geração de experimentar romance e casamento ou ter filhos. 
Em sociedades modernas em tempos de paz, com amplas oportunidades para romance, casamento e filhos, há outras razões pelas quais as mulheres permanecem solteiras à medida que se aproximam da velhice. O psicólogo Erik Erikson postulou que durante a juventude (idades de 18 a 39), os indivíduos vivenciam um conflito interno entre o desejo de intimidade (ou seja, um relacionamento comprometido que leva ao casamento) e o desejo de isolamento (ou seja, medo de compromisso). Outras razões pelas quais as mulheres podem escolher não se casar incluem o foco na carreira, o desejo de uma vida independente, considerações econômicas ou a relutância em fazer os compromissos esperados em um casamento. 

Alguns escritores sugeriram que, para entender por que as mulheres não se casam, deve-se examinar as razões pelas quais as mulheres se casam e por que se pode presumir que elas deveriam se casar em primeiro lugar. De acordo com Adrienne Rich: “As mulheres se casaram porque era necessário, para sobreviver economicamente, para ter filhos que não sofressem privação econômica ou ostracismo social, para permanecerem respeitáveis, para fazer o que era esperado das mulheres, porque ao saírem de infâncias "anormais" elas queriam se sentir "normais" e porque o romance heterossexual foi representado como a grande aventura, dever e realização feminina”. 